# Pachyaena
Pachyaena ("gruba hiena") – rodzaj silnie zbudowanego ssaka z wymarłego rzędu Mesonychia. Posiadał proporcjonalnie krótkie łapy. Pochodził z Azji, jego gatunki rozprzestrzeniły się też po Ameryce Północnej i Europie. Żył w paleocenie i wczesnym eocenie.

## Gatunki
- P. gigantea
- P. intermedia
- P. ossifraga
- P. gracilis